# Governo Democrático da Albânia
```
   |-
       | 
Erro:
:  
valor não especificado para "
continente
"
```

O Governo democrático da Albânia (Albanês : Qeveria Demokratike e Shqipërisë ) foi estabelecido em 20 de outubro de 1944 pelo Movimento de Libertação Nacional, quando a resistência partidária albanesa de 1940-1944 chegou ao fim. O governo provisório assumiu o poder após a libertação do país das forças alemãs em 28 de novembro. Seu primeiro-ministro interino foi o secretário-geral Enver Hoxha, do Partido Comunista da Albânia. O governo interino existiu até a realização de eleições democráticas e a convocação de uma Assembléia Constituinte
O governo foi liderado pelo Movimento Nacional de Libertação, que por sua vez foi dominado pelo Partido Comunista. 
O rei Zog I foi destronado e o MNL rapidamente estabeleceu relações fraternas com outros países socialistas.
As eleições foram realizadas em 2 de dezembro de 1945. A essa altura, o MNL havia se transformado na Frente Democrática da Albânia, que era a única organização a contestar a eleição. Em 10 de janeiro de 1946, a República Popular da Albânia foi proclamada.